# Bart Simpson's Escape from Camp Deadly
Bart Simpson's Escape from Camp Deadly es un videojuego 2D de Los Simpson para Game Boy. El argumento del juego es parecido al argumento del capítulo Kamp Krusty, sin embargo el capítulo no se emitió hasta septiembre del 1992.

## Sinopsis
Bart y Lisa van a pasar el tiempo en un campamento, pero era el Campamento Muerte (Mount Deadly), dirigido por el Sr. Burns, quien hacía que los niños tuvieran lo menos posible de diversión. Entonces Bart ya no resiste el campamento, y escapa por el Monte Muerte.

## Áreas del juego
- Captura la bandera
  - Ambos (Bart y Lisa) tienen un juego de búsqueda a la bandera toda la mañana y tarde, en un denso bosque.

- El almuerzo
  - En el almuerzo, Bart tiene que buscar comida, y freirla para comer.

- Monte Muerte
  - Bart escapa por el Monte Muerte hacia su próximo escape.

- El Escape de la Planta de Energía
  - Al final del juego, el escape de Bart concluye con un bosque como el de los niveles anteriores, solo que es de noche.

- Datos: Q2710516